# Difenylcyclopropenon
Difenylcyclopropenon is een geneesmiddel onder andere gebruikt tegen Alopecia areata, kaalheid veroorzaakt door het immuunsysteem. Bij alopecia areata valt het immuunsysteem vaak het pigment in het haar aan. Door een allergische reactie uit te lokken met difensiprone wordt het immuunsysteem afgeleid, waardoor het haarverlies in bepaalde gevallen afgeremd kan worden. Daarnaast zou het ook bij recidiverende wratten gebruikt kunnen worden. Het middel is voorlopig niet goedgekeurd door de Food and Drug Administration of het Europees Geneesmiddelenbureau.

## Bijwerkingen
Difenylcyclopropenon lokt een allergische reactie uit, de meeste bijwerkingen komen rechtstreeks voort uit het werkingsmechanisme. Het middel heeft als bijwerking voornamelijk typische contactallergische symptomen zoals roodheid, jeuk en schilfering. Daarnaast kunnen ook nog netelroos en contacteczeem voorkomen, welke vaker voorkomen bij mensen met een voorgeschiedenis van atopie.

## Gebruik
Difenylcyclopropenon wordt enkel in uitzonderlijke gevallen gebruikt, en bijna uitsluitend in ziekenhuizen. Bij het gebruik moet door de dermatoloog per patiënt de ideale dosis bepalen. Dit gebeurt typisch door een bepaalde dosis op de hoofdhuid te druppelen en na twee weken het resultaat te beoordelen. Het beoogde resultaat is een lichte schilfering en roodheid, bij blaarvorming of overmatige jeuk dient de dosis verminderd te worden. Hierna kan de behandeling wekelijks uitgevoerd worden. Bij tegenvallende resultaten na zes maanden dient de behandeling gestopt te worden.

## Chemische aspecten
Difenylcyclopropenon heeft geen plaatsnummers nodig. Het is niet mogelijk een ander molecuul te maken met deze naam.
De chemische eigenschappen van difenylcyclopropenon worden vooral bepaald door de sterke polarisatie tussen enerzijds het zuurstofatoom in de carbonylgroep en anderzijds de cyclopropenyl-ring. De laatste is een voorbeeld van een aromatisch systeem met twee elektronen. De ring heeft dan een lading van 1+.
De fenylringen zorgen voor een stabilisatie van het molecuul. Of de stabilisatie op resonantie of sterische hindering is gebaseerd is niet helemaal duidelijk.
Difenylcyclopropenon reageert met oxalylchloride waarbij 3,3-dichloro-1,2-diphenylcyclopropeen ontstaat. Deze stof wordt gebruikt voor het activeren van carbonzuren. Als bijproduct ontstaat weer Difenylcyclopropenon